# 湖北银行
湖北银行股份有限公司（英語：Hubei Bank Corporation Limited），是一家位于湖北省的区域性股份制商业银行，由原宜昌、襄阳、孝感、荆州、黄石五市的城市商业银行采取新设合并方式组建而成，成立于2011年2月27日，总部设在武汉市武昌区水果湖街中北路86号汉街总部国际8栋，目前在湖北省内下辖各市设有分行和两百多家支行。

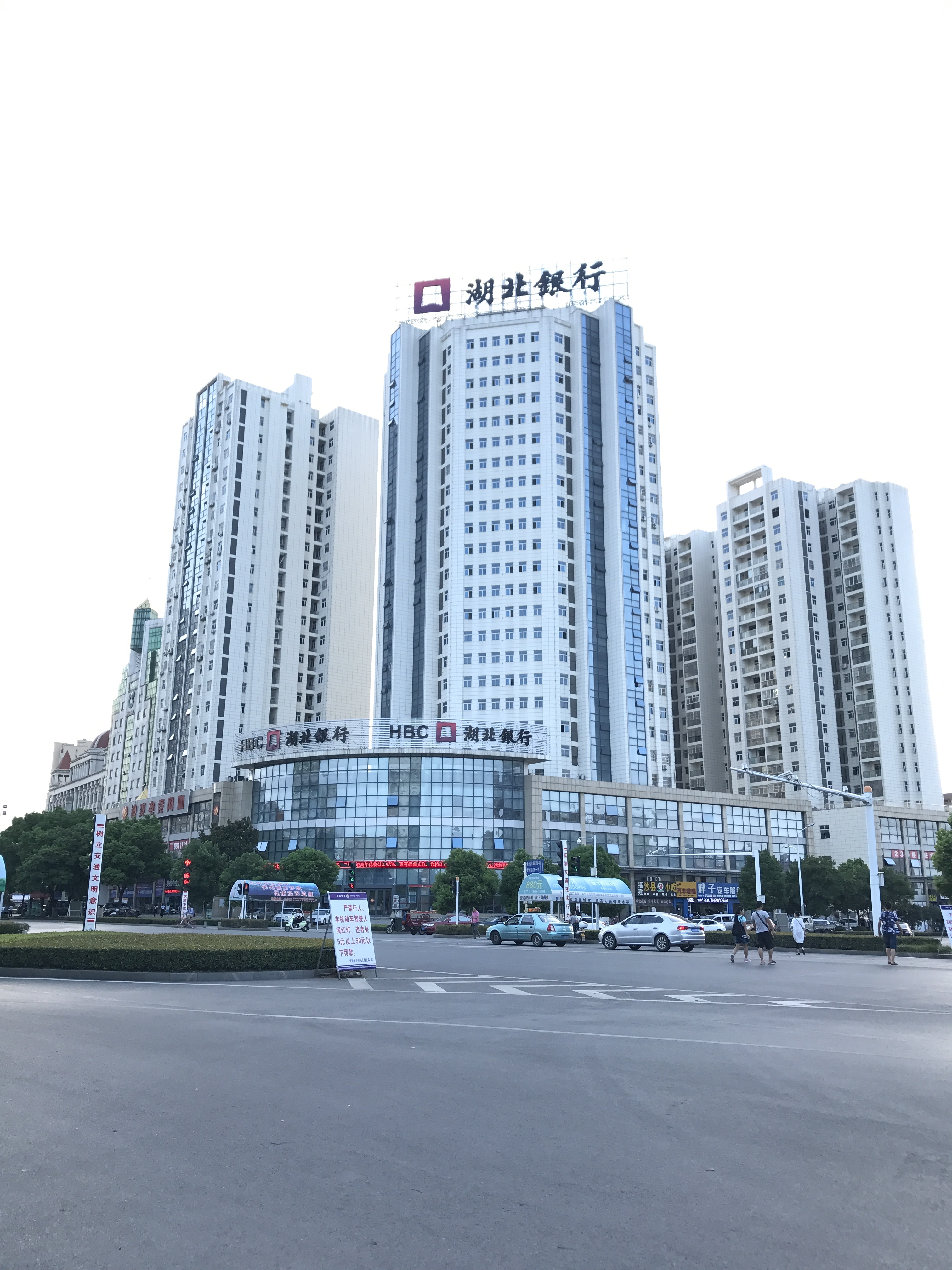
黄冈分行